# Аврамівка (річка)
Авра́мівка — річка у Полтавській області, права притока річки Хоролу (басейн Дніпра). 
Похил річки 1,9 м/км. Тече територією Хорольського району.